# Васильчиков, Владимир Владимирович
Владимир Владимирович Васильчиков (1921—1943) — гвардии старший сержант Рабоче-крестьянской Красной Армии, участник Великой Отечественной войны, Герой Советского Союза (1943).

## Биография
Владимир Васильчиков родился 2 июня 1921 года в Калуге в рабочей семье. В 1924 году вместе с родителями он переехал в Москву, где в 1938 году окончил среднюю школу, после чего работал в МОГЭСе, одновременно учился в аэроклубе. В 1940 году был призван на службу в Рабоче-крестьянскую Красную Армию. Окончив лётную школу, был направлен в школу высшего пилотажа. С августа 1942 года — на фронтах Великой Отечественной войны. Принимал участие в боях на Северо-Западном фронте.
В конце января 1943 года Васильчиков, будучи ведущим четвёрки, обнаружил колонну автомашин противника и атаковал её, уничтожив около 50 единиц транспорта врага. По дороге на аэродром он атаковал железнодорожный эшелон, гружёный танками и орудиями, пустив его под откос. 23 февраля 1943 года Васильчиков принял участие в воздушном бою с четырьмя немецкими истребителями, сбив один и ещё один повредив. К марту 1943 года гвардии старший сержант Владимир Васильчиков был лётчиком 33-го гвардейского штурмового авиаполка (243-й штурмовой авиадивизии, 6-й воздушной армии, Северо-Западного фронта). К тому времени он совершил 75 боевых вылетов, в ходе которых сбил 4 самолёта лично и 6 — в группе.
14 марта 1943 года шестёрка советских самолётов, в которую входил и Васильчиков, возвращалась с боевого задания, израсходовав практически весь боезапас. Неожиданно она подверглась атаке 13 вражеских истребителей в районе Старой Руссы. Васильчиков манёврами своего самолёта отвлёк внимание напавших, дав возможность своим товарищам уйти. Он имел возможность уйти в облачность, но не стал этого делать, стремясь как можно дольше задержать противника. В конечном итоге самолёт Васильчикова был сбит, и пилот погиб.
Указом Президиума Верховного Совета СССР от 1 мая 1943 года за «доблесть, исключительные образцы героизма, проявленные в боях с немецкими захватчиками» Владимир Васильчиков посмертно был удостоен высокого звания Героя Советского Союза. Также был награждён орденами Ленина, Красного Знамени и Красной Звезды.